# Linjiadai (köpinghuvudort i Kina, Zhejiang Sheng, lat 30,65, long 121,10)
Linjiadai är en köpinghuvudort i Kina. Den ligger i provinsen Zhejiang, i den östra delen av landet, omkring 100 kilometer nordost om provinshuvudstaden Hangzhou. Antalet invånare är 37 828. Befolkningen består av 19 063 kvinnor och 18 765 män. Barn under 15 år utgör 10,0 %, vuxna 15-64 år 76 %, och äldre över 65 år 12,0 %.
Runt Linjiadai är det tätbefolkat, med 636 invånare per kvadratkilometer. Närmaste större samhälle är Zhapu, 6,0 km söder om Linjiadai. Trakten runt Linjiadai består till största delen av jordbruksmark.
Genomsnittlig årsnederbörd är 1 729 millimeter. Den regnigaste månaden är juni, med i genomsnitt 295 mm nederbörd, och den torraste är november, med 71 mm nederbörd.